# Histoire de la Colombie pendant la Seconde Guerre mondiale
L'histoire de la Colombie pendant la Seconde Guerre mondiale démarre en 1939. Bien que géographiquement distante des principaux théâtres d'opérations militaires, la Colombie joue cependant un rôle important par son emplacement stratégique près du Canal de Panama et son accès aux deux océans, l'Atlantique et le Pacifique.
La Colombie vécut des changements majeurs dans son armée et au sein de la société, par l'influence grandissante des États-Unis, mais fut cependant capable de maintenir sa souveraineté pendant la guerre et évita l'envoi de troupes militaires au combat,.
La Colombie rompit ses relations diplomatiques avec les puissances de l'Axe en décembre 1941, après l'attaque japonaise de Pearl Harbor, et entra finalement dans la guerre du côté des Alliés le 26 novembre 1943 à la suite d'une série d'attaques de U-boot sur des navires colombiens. Malgré cette déclaration de guerre, la Colombie n'envoya pas de troupes à l'étranger, mais sa marine fut active dans la lutte sous-marine contre les U-boot dans les Caraïbes,.

## Histoire

### Déclin économique par la guerre
La dislocation de l'économie mondiale engendrée par la Seconde Guerre mondiale affecte grandement la Colombie. Elle est tout d'abord coupée des marchés européens et asiatiques, laissant les États-Unis comme premier marché d'exportations. Les importations sont également dramatiquement affectées, et de même, les États-Unis deviennent la seule source d'importation de nombreux biens, tels que les textiles synthétiques, l'acier, les machines industrielles, la graphite ou le plomb.
Un des principaux sujets d'inquiétude est le prix du café, la principale source d'exportation et d'échange international du pays. L'Office of Price Administration (OPA) américain tente de geler le prix maximum du café au niveau de celui du 8 décembre 1941, le lendemain de l'attaque de Pearl Harbor. Néanmoins, la Colombie objecte que le coût de production et de transport du café a augmenté, due aux conditions de guerre, et que si le prix n'est pas ajusté en fonction de cette augmentation, l'économie déclinera. L'OPA cède et accepte une hausse immédiate des prix et leurs ajustements futurs basés sur l'augmentation des coûts de production et de transports.
Les réserves de platine de la Colombie deviennent également un sujet important. La Colombie est la seule source de platine pour les industries militaires allemandes et japonaises, aussi les États-Unis décident rapidement d'acheter l'ensemble des réserves via la Metals Reserve Company, une agence de la Reconstruction Finance Corporation. Puisque les États-Unis ont également besoin d'un apport grandissant de platine pour leur effort de guerre, ils assistent la production colombienne via la Foreign Economic Administration qui fournit des conseils techniques.
À cause de la grande valeur du platine, même en petite quantité, et parce que les agents de l'Axe sont prêts à payer le prix maximum pour en obtenir, la contrebande devient un problème. En conséquence, la Colombie tente de contrôler l'export de platine en exigeant de tous les producteurs de vendre leur production seulement à la Banque Centrale. Cependant, les producteurs des zones isolées restent en mesure de contourner les contrôles du gouvernement en vendant leur production au marché noir en Argentine. La contrebande de platine resta un problème en Colombie pendant toute la durée de la guerre, mais devint considérablement réduite vers la fin 1944.

### Immigrants des pays de l'Axe
Au début de la guerre, la Colombie héberge une communauté allemande estimée en décembre 1941 par le gouvernement américain à environ 4 000 personnes, ainsi qu'un village de fermiers japonais dans le Cauca. Les Américains s'inquiètent de la possibilité d'une « cinquième colonne » en Colombie, pouvant déclencher des opérations de sabotage, notamment contre le canal de Panama. Cependant, cette opinion n'est pas globalement suivie par le gouvernement colombien. Il y eut certainement des agitateurs pour le compte de l'Axe, comme l'homme d'affaires Emil Prufert à Barranquilla, mais le gouvernement colombien n'est pas convaincu de voir en tout immigrant un agent de l'ennemi,.
Même si le gouvernement colombien doute de la présence d'agents ennemis opérant dans le pays, les États-Unis, à travers le programme Lend-Lease, fournissent à ce dernier un appui économique pour contrer les activités des agents ennemis, et rappelle constamment au gouvernement colombien que leur aide sera coupée s'ils ne prennent pas en compte la menace. Les bénéfices de l'aide américaine et la menace de la voir coupée amènent finalement le gouvernement colombien à organiser la déportation et l'internement pendant la guerre de centaines de personnes originaires d'Allemagne, de Japon et d'Italie.
L'exemple le plus flagrant de ces mesures fermes contre les immigrants de pays de l'Axe fut le cas de la SCADTA. La SCADTA est fondée en 1919 par des expatriés allemands, et lors de la Seconde Guerre mondiale, elle est devenue le premier réseau de transports de la Colombie. En 1931, la Pan American World Airways acquiert la majorité du capital de la compagnie. À ce stade, la majorité des pilotes, techniciens et administrateurs sont allemands ou autrichiens, même s'ils ont pour la plupart vécu pendant des années en Colombie. Certains pilotes sont encore réservistes pour la Luftwaffe. Les États-Unis craignent que les pilotes de la SCADTA soient engagés dans des opérations d'espionnage ou puissent comploter pour transformer certains avions en bombardiers ayant pour ordre d'attaquer le canal du Panama.
Le gouvernement colombien ne s'inquiète pas outre mesure de la SCADTA et ne remet pas en cause la loyauté des pilotes allemands. Cependant, afin de se soumettre aux demandes américaines, la Colombie passe des lois demandant aux compagnies aériennes d'employer plus de citoyens colombiens et demandant que 51 % des actions des entreprises soient détenues par des Colombiens. Des restrictions furent également mises en place pour les pilotes allemands : au moins un pilote sur chaque avion devait être colombien, et des dispositifs de localisation furent placés sur tous les appareils de la SCADTA afin que le gouvernement puisse contrôler leur position.

### Les Forces armées colombiennes

#### Forces et développement
En 1939, les forces de l'armée colombienne s'établissent en moyenne à 16 000 hommes. Elle se divisait en six brigades mixtes, chacune d'entre elles consistant en trois bataillons, un groupement de cavalerie de trois escadrons, un groupement d'artillerie de trois batteries, un bataillon d'ingénieur, et deux bataillons de service. L'armée de l'air consistait en un escadron de service et un escadron d'entrainement de 15 appareils. Les forces de police comptaient 5 053 officiers, augmentant jusqu'en 1944 à 5 500. La Colombie disposait d'un service militaire obligatoire, mais jamais véritablement imposé, le service actif durant alors un an.
En 1939, la Marine colombienne comptait approximativement 1 850 personnes, en incluant l'infanterie navale. Elle possédait deux destroyers modernes acquis au Portugal, quatre canonnières fluviales, une canonnière maritime, trois patrouilleurs garde-côte et plusieurs chaloupes à moteur du service des douanes. Dans les années 1930, l'armée de l'air colombienne entamait le stade initial de son développement et participait à la guerre colombo-péruvienne de 1932-1933 avec des avions commerciaux modifiés appartenant à la compagnie aérienne SCADTA (qui deviendra plus tard Avianca). La première escadrille fut créée en 1935, mais ce fut seulement durant la Seconde Guerre mondiale que les chargements d'avions depuis les États-Unis permirent le développement significatif d'une force aérienne, finissant par la transformer en une branche distincte des forces armées. Trois groupes aériens furent formés en 1943.

#### Coopération avec les États-Unis

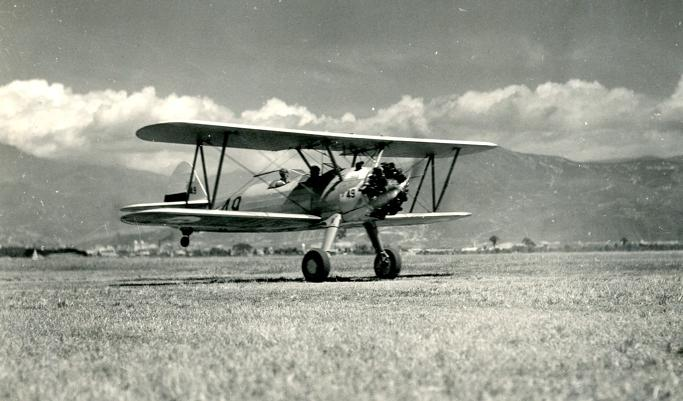
Kaydet PT-17 américain, acheté par la Colombie en 1942.

Une coopération rapprochée démarra entre l'armée américaine et les forces armées colombiennes pendant la Seconde Guerre mondiale. Avant le début de la guerre en 1939, la Suisse et le Royaume-Uni fournissaient la Colombie avec un soutien militaire aérien et naval. Cependant, l'équipement aérien suisse était cher et obsolète en 1939, et la Colombie reconnaissait que le Royaume-Uni ne serait plus en mesure de perpétuer leur assistance navale, les britanniques ayant à assurer leur propre défense.
Ainsi, les premières missions militaires navales et aériennes américaines arrivèrent en Colombie en janvier 1939. La Colombie et le gouvernement américain commencèrent une série de consultations sur la défense du canal de Panama. Après la capitulation de la France en 1940, le besoin de coopération se fit plus urgent. En septembre, les deux pays commencèrent à négocier un traité d'alliance militaire. La Colombie accepta de prévenir toute attaque sur la canal de Panama ou sur le sol américain depuis son territoire, et si la Colombie venait à être attaquée par une puissance non-américaine, les États-Unis interviendraient en conséquence, mais uniquement à la demande de l'État colombien. Si les États-Unis soutenaient une autre république sud-américaine en temps de guerre, à la conséquence d'un traité interaméricain, la Colombie devait permettre l'utilisation de ses installations militaires.
Un autre point du traité inclut l'échange de conseillers techniques, la coopération des patrouilles côtières et la photographie aérienne de sites stratégiques à l'intérieur de la Colombie. Sur ce dernier point, la Colombie clarifia qu'elle ne pourrait être accomplie seulement par des avions colombiens et des cadreurs américains. La Colombie précisa également que bien qu'elle soutint totalement l'engagement militaire contre l'Axe, elle ferait tout ce qu'il est possible pour limiter le nombre des activités militaires américaines sur ou depuis son territoire. Les Colombiens n'invitèrent pas les Américains à construire leur propre base militaire dans le pays, au contraire de l'Équateur ou d'autres pays d'Amérique latine. Ils estimaient que la défense de la Colombie devait être assumée par les Colombiens. Les États-Unis n'objectèrent pas.
En conséquence de l'alliance, la Colombie fut capable de moderniser son armée et sa société civile. En plus des missions navales et aériennes établies lors des premières années de la guerre, la Colombie participa au programme Lend-Lease. Le 17 mars 1942, la Colombie et les États-Unis signèrent un traité accordant 16,5 millions de dollars en assistance militaire. Les termes du traité furent grandement favorables, la Colombie étant alors capable d'acheter de l'équipement militaire pour la moitié de son coût normal, et n'ayant pas à payer d'intérêt sur ses achats. D'autres prêts et subventions suivirent. L'Eximbank engagea 20 millions de dollars pour la construction d'autoroutes, 10,3 millions pour des programmes d'agriculture, et 3,5 millions pour la construction d'une usine hydroélectrique. Elle distribua également un prêt pour la construction de logements abordables. En outre, l'investissement privé américain s'envola à plus de 200 millions de dollars en 1943.

### Labataille des Caraïbes

#### Attaques de navires colombiens

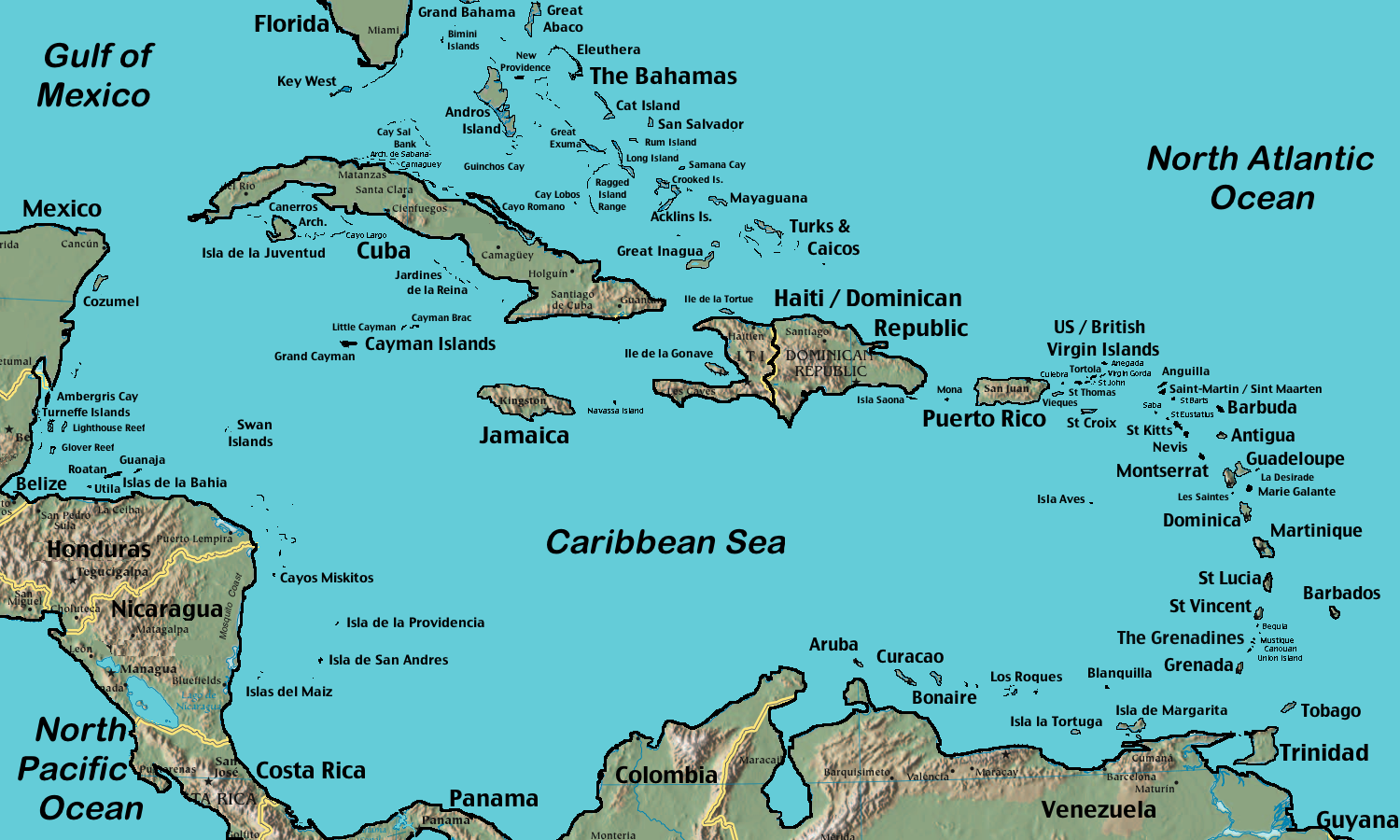
Les Caraïbes. Les îles colombiennes San Andrés y Providencia, lieu de plusieurs attaques, se situent au large du Nicaragua.

Les U-boot allemands coulèrent au moins quatre navires colombiens durant la Seconde Guerre mondiale, tous étant de petits voiliers. Le premier navire attaqué fut le Resolute, une goélette de 35 tonnes avec un équipage de 10 hommes. Le 23 juin 1942, le Resolute fut stoppé près de l'archipel de San Andrés, Providencia et Santa Catalina par les tirs de l'U-172. L'équipage quitte le navire peu-après, l'abandonnant. Les Allemands l'abordèrent pour couler la goélette au moyen de grenades à mains. Six colombiens furent tués, les quatre survivants prétendirent que les Allemands leurs tirèrent dessus à la mitrailleuse avant de prendre le large. À la suite de cette attaque, des protestations violentes éclatèrent à Barranquilla qui possédait une communauté allemande importante. Divers commerces allemands, italiens, suisses et espagnols y furent alors détruits. Deux jours après ce drame, un décret interdisit aux immigrés provenant des trois principaux pays des forces de l'Axe d'habiter à moins de 100 km des côtes dans les départements de l'Atlántico, du Bolívar et du Magdalena.
Le Roamar fut le prochain navire à être coulé. La goélette de 110 tonnes appartenait à un diplomate colombien, et son torpillage au large de San Andrès par l'U-505 le 21 juillet 1942 donna à la Colombie le prétexte politique pour déclarer la guerre à l'Allemagne. Les Allemands savaient que la Colombie était restée neutre jusqu'alors, et avaient donc opté pour une action rapide contre le Roamar, avant que quelqu'un ne l'apprenne. En conséquence, ils tirèrent à deux reprises avant que le navire ne soit réduit à « rien que des débris dispersés ». L'ingénieur du U-505, Hans Goebeler, déclara à propos de l'incident: « Nous ne pouvions pas laisser les preuves [de l'attaque d'un navire neutre] flottant n'importe où, alors on le coula avec le canon de pont ». Ce ne fut pas le dernier navire coulé par les Allemands pendant la neutralité de la Colombie. Le jour suivant, l'U-505 coula dans les mêmes environs le Urious, une goélette à trois mâts de 153 tonnes, tuant 13 membres d'équipage colombiens,,.
Un autre navire colombien fut coulé par les Allemands, le Ruby, une goélette de 39 tonnes avec 11 membres d'équipage. Le matin du 18 novembre 1943, Ruby était au nord de Colón, en trajet entre San Andrès et Carthagène des Indes, quand le navire se fit tirer dessus par le canon de pont de l'U-516. Trente coups plus tard, le Ruby sombrait et quatre membres d'équipage étaient tués.

#### L'incident du U-154
Le seul engagement armé notable de la Colombie contre les forces de l'Axe pendant la guerre fut un bref engagement dans la mer des Caraïbes entre le destroyer ARC Caldas et l'U-154. Dans la nuit du 29 mars 1944, à 20:25, un guetteur à bord du Caldas aperçut un périscope à bâbord. Après s'être rapproché, dans l'obscurité, les Colombiens tombèrent sur l'U-154 voguant à la surface. Les Allemands furent pris par surprise à la soudaine apparition du Caldas et furent incapables d'actionner leur canon de pont à temps, préférant plonger pour éviter les tirs du destroyer ennemi.
Selon le rapport de la Marine colombienne, les hommes du Caldas frappèrent l’U-154 à deux reprises avec des tirs de 105-mm avant qu'il ne plonge et tentèrent de le finir au moyen de grenades anti-sous-marines. Une nappe de pétrole et des débris furent observés, semblant confirmer le naufrage du sous-marin. En tout, l’engagement ne dura pas plus de trois minutes, et le Caldas fit route vers le port, sans chercher de survivants. Quand le Caldas arriva au port le matin suivant à 03:30, la nouvelle de la « victoire » s'était déjà propagée. Toutefois, l’U-154 s'échappa sans dommage. Utilisant l'huile de secours et des tubes de torpille endommagés, les Allemands furent capables de simuler la nappe de pétrole et les débris observés par les colombiens, et purent s'échapper indemnes.
Les journaux reportèrent des rapports erronés de l'incident. Un article du TIME clama que le sous-marin coulé n'était pas allemand, mais américain. D'autres répandirent des informations sur la manière dont l'équipage du Caldas vengea ceux qui étaient morts à bord des goélettes coulées. En fin de compte, l’U-154 rencontra son destin au large de Madère, le 3 juillet 1944 quand il fut coulé corps et biens par le destroyer-escorteur USS Inch et l'USS Frost,.

### Camps de concentration
En Colombie, la loi no 39 de 1944 décrète que soient concentrés les étrangers supposés collaborer avec les pays ennemis des États-Unis. Ils sont alors regroupés à l'hôtel Sabaneta (es) de Fusagasugá, dans le département du Cundinamarca. Appelé par la suite « camp de concentration de Sabaneta », ce camp est dirigé par un émigrant espagnol arrivé en Colombie dans les années 1920, Joaquín Palau. Plus d'une centaine de personnes, à savoir des familles allemandes et japonaises, y ont été captives. Parmi elles, se retrouve ainsi le géographe allemand Ernesto Guhl Nimtz pour s'être marié avec une Colombienne.